# Rue Frédéric Nyst
La rue Frédéric Nyst est une artère de la ville belge de Liège se situant dans le quartier administratif d'Amercœur, en rive droite de la Dérivation.

## Histoire
La rue est tracée et créée à partir de 1897 sur des terrains appartenant à la société anonyme des Tramways Est-Ouest dont son créateur, l'ingénieur Ernest-Frédéric Nyst était propriétaire. Les travaux de création de la rue ont été financés par la société des Tramways.

## Description
D'une longueur d'environ 368 m, cette rue plate et pavée dans sa partie sud comporte un léger virage. La rue compte approximativement 80 immeubles d'habitation. Elle applique un sens unique de circulation automobile de la rue des Maraîchers vers la rue d'Amercœur.

## Odonymie
La rue rend hommage à Ernest-Frédéric Nyst (1836-1920), ingénieur liégeois.

## Architecture
La rue possède plusieurs habitations construites dans le style en vogue à l'époque de la création de la rue : le style Art nouveau. Les immeubles les plus représentatifs de ce style occupent les nos 57, 65, 67 et 79. Les immeubles sis aux nos 65 et 67 ont été réalisés d'après les plans de l'architecte Maurice Devignée et font partie d'un ensemble ou séquence de cinq immeubles se prolongeant rue Herman Reuleaux.  
Aux nos 34/36, les anciens bâtiments de la Société Anonyme des Tramways Est-Ouest de Liège et Extensions datent de 1899. Située derrière un grillage en fer forgé, la longue façade de style éclectique est ornée de faïences polychromes. Elle a été rénovée de 2016 à 2018.

## Voies adjacentes
- Rue d'Amercœur
- Rue Herman Reuleaux
- Rue des Maraîchers

### Source et bibliographie
- Yannik Delairesse et Michel Elsdorf, Le nouveau livre des rues de Liège, Liège, Noir Dessin Production, décembre 2008, 2e éd. (1re éd. 2001), 512 p. (ISBN 978-2-87351-143-2 et 2-87351-143-5, présentation en ligne), page 338
- A. DENIS : Les tramways Est-Ouest. : Neuf cents ans de vie autour de Saint-Remacle-au-Pont, Liège, catalogue d'exposition, 1979, p.149-151